# نصرت أباد باية (دشتابي الشرقي)
نصرت أباد بایة (دشتابي الشرقي) (بالفارسية: نصرت‌آباد بایه) هي قرية تقع في إيران في قسم دشتابي الشرقي الريفي. يقدر عدد سكانها بـ 169 نسمة .